# لایوش تیشی
لایوش تیشی (مجاری: Tichy Lajos؛ ۲۱ مارس ۱۹۳۵ – ۶ ژانویهٔ ۱۹۹۹) یک بازیکن فوتبال اهل مجارستان بود.
لایوس تیچی (زاده ۲۱ مارس ۱۹۳۵ – درگذشته ۶ ژانویه ۱۹۹۹)، با نام مستعار «بمب افکن ملت»، بازیکن فوتبال مجارستانی بود که در پست مهاجم بازی می‌کرد. او بر اساس RSSSF با بیش از 1912 گل زده در بیش از 1301 بازی، پرکارترین گلزن در کل مسابقات تاریخ است.[3] او برای باشگاه بوداپست هونود بازی کرد و در 320 بازی لیگ 247 گل به ثمر رساند. او همچنین 51 گل در 72 بازی بین المللی برای تیم ملی فوتبال مجارستان به ثمر رساند که چهار گل آن در جام جهانی 1958 و سه گل در جام جهانی 1962 بود. او بعداً مربی تیم جوانان هونود شد و از سال 1976 تا 1982 مربی تیم اصلی شد و به آنها کمک کرد اولین قهرمانی مجارستان را پس از 25 سال در سال 1980 به دست آورند.
وی همچنین در تیم ملی فوتبال مجارستان بازی کرده است.